# Kallithéa (ort i Grekland, Västra Makedonien)
Kallithéa (Kallithea) är en ort i Grekland.   Den ligger i prefekturen Nomós Florínis och regionen Västra Makedonien, i den norra delen av landet, 400 km nordväst om huvudstaden Aten. Kallithéa ligger 1 054 meter över havet och antalet invånare är 117.
Terrängen runt Kallithéa är varierad. Runt Kallithéa är det ganska glesbefolkat, med 38 invånare per kvadratkilometer. Närmaste större samhälle är Néos Oikismós, 19,8 km söder om Kallithéa. Omgivningarna runt Kallithéa är en mosaik av jordbruksmark och naturlig växtlighet.